# Памятник Елене Савойской
Памятник Елене Савойской — памятник в городе Подгорица, Черногория, установленный в честь урождённой черногорской принцессы Елены Петрович Негош, вышедшей замуж за короля Италии Виктора Эммануила III и ставшей королевой Италии и Албании, императрицей Эфиопии.

## Местоположение
Памятник установлен на углу между двумя парками — Детским и парком Крушевац (парк Петровича), где находится культурно-исторический памятник Дворец Петровича.

## Описание
Статуя принцессы Елены высотой 2,5 метра выполнена из бронзы, а её постамент — из камня.
На постаменте написано: «Елена Петрович Савойская — принцесса Черногории и королева Италии 1873—1952».
Автором памятника является черногорский скульптор Адин Растодер. Памятник Елене Савойской — один из первых памятников Черногории, посвященных женщине.
Идея художника заключалась в том, чтобы представить принцессу Елену молодой девушкой, являющейся воплощением женской мудрости, силы и красоты Черногории, свободной от всех украшений, короны, королевских лент и иных лишних вещей, чтобы на первый план вышла светлая сторона её личности.

## История
Памятник был торжественно открыт 21 мая 2021 года. Инициатором установки памятника является черногорский дипломат Александр Дрлевич, подчеркнувший на церемонии его открытия, что Елена Савойская была благотворительницей, которую очень ценил итальянский народ и которую до сих пор называют матерью Италии.